# Purén (Chili)
Pour les articles homonymes, voir Purén.
Purén est une ville et une commune du Chili faisant partie de la Province de Malleco, dans la Région d'Araucanie. Au recensement de 2012, sa population s'élevait à 12 016 habitants.

## Géographie
Purén est située à 650 km au sud de Santiago, au pied de la cordillère de Nahuelbuta. La commune s'étend sur 465 km2. En mapuche, Purén signifie «lieu marécageux».

## Histoire
Sur l'ordre du gouverneur du Chili, Pedro de Valdivia, un fort a été construit à Purén dès 1553. Il a tenu un rôle important dans la guerre d'Arauco opposant les colons espagnols aux Mapuches pendant plus de trois cents ans. En 1868, un nouveau fort fut édifié à proximité du premier. Avec la pacification de la région, des colons, principalement d'origine européenne (suisse, français et allemand) s'installèrent dans les environs à la fin du XIXe siècle.

## Économie
L'économie de Purén repose sur l'agriculture (en particulier la culture de fraises) et l'exploitation forestière.

## Personnalités liées
- Malú Gatica, comédienne et chanteuse, née à Purén en 1922.

Position de Purén (en rouge) au sein de la Région d'Araucanie.